# Kazuhiro Kubo
Kazuhiro Kubo (久保和寛?, Kubo Kazuhiro; 2 settembre 1971) è un pilota motociclistico giapponese, ritiratosi dall'attività agonistica.

## Carriera
Nelle gare del motomondiale ha corso un solo Gran Premio quale wild card, nel 1999 in classe 125 guidando una Yamaha, giungendo al nono posto nel GP del Giappone e classificandosi 27º a fine stagione.

## Risultati nel motomondiale
| 1999 | Classe | Moto   |  |   |  |  |  |  |  |  |  |  |  |  |  |  |  |  | Punti | Pos. |
| ---- | ------ | ------ |  | - |  |  |  |  |  |  |  |  |  |  |  |  |  |  | ----- | ---- |
| 1999 | 125    | Yamaha |  | 9 |  |  |  |  |  |  |  |  |  |  |  |  |  |  | 7     | 27º  |

| Legenda | 1º posto        | 2º posto            | 3º posto            | A punti      | Senza punti        | Grassetto – Pole position Corsivo – Giro più veloce |
| Legenda | Gara non valida | Non qual./Non part. | Ritirato/Non class. | Squalificato | '-' Dato non disp. | Grassetto – Pole position Corsivo – Giro più veloce |